# Стоян Гунчев
Стоян Георгиев Гунчев е бивш български волейболист и треньор на Женския национален отбор по волейбол на България.
Роден е в град Стамболийски на 11.02.1958 г. Израснал в село Йоаким Груево. Там учи до V клас, където е открит за спорта от Еньо Тодоров (треньор и на Стефка Костадинова) и насочен към ССУ „В. Левски“ в град Пловдив.
Профилира се във волейбола. Тренира при Марко Марков и Любен Шиндов. Състезава се за отбора на „Локомотив“.
В националния отбор на България участва от 1978 до 1984 г. Сребърен медалист е от Олимпиадата в Москва. Играе на поста разпределител.